# Codnor
Codnor est une paroisse civile et un village du Derbyshire, en Angleterre.